# Danh sách tiểu hành tinh: 21201–21300
| Tên               | Tên đầu tiên | Ngày phát hiện       | Nơi phát hiện    | Người phát hiện                                  |
| ----------------- | ------------ | -------------------- | ---------------- | ------------------------------------------------ |
| 21201 -           | 1994 PO18    | 12 tháng 8 năm 1994  | La Silla         | E. W. Elst                                       |
| 21202 -           | 1994 PW19    | 12 tháng 8 năm 1994  | La Silla         | E. W. Elst                                       |
| 21203 -           | 1994 PP20    | 12 tháng 8 năm 1994  | La Silla         | E. W. Elst                                       |
| 21204 -           | 1994 PH26    | 12 tháng 8 năm 1994  | La Silla         | E. W. Elst                                       |
| 21205 -           | 1994 PV27    | 12 tháng 8 năm 1994  | La Silla         | E. W. Elst                                       |
| 21206 -           | 1994 PT28    | 12 tháng 8 năm 1994  | La Silla         | E. W. Elst                                       |
| 21207 -           | 1994 PH29    | 12 tháng 8 năm 1994  | La Silla         | E. W. Elst                                       |
| 21208 -           | 1994 PW29    | 12 tháng 8 năm 1994  | La Silla         | E. W. Elst                                       |
| 21209 -           | 1994 PO30    | 12 tháng 8 năm 1994  | La Silla         | E. W. Elst                                       |
| 21210 -           | 1994 PA31    | 12 tháng 8 năm 1994  | La Silla         | E. W. Elst                                       |
| 21211 -           | 1994 PP36    | 10 tháng 8 năm 1994  | La Silla         | E. W. Elst                                       |
| 21212 -           | 1994 PG39    | 10 tháng 8 năm 1994  | La Silla         | E. W. Elst                                       |
| 21213 -           | 1994 RL7     | 12 tháng 9 năm 1994  | Kitt Peak        | Spacewatch                                       |
| 21214 -           | 1994 RN7     | 12 tháng 9 năm 1994  | Kitt Peak        | Spacewatch                                       |
| 21215 -           | 1994 UQ      | 31 tháng 10 năm 1994 | Oizumi           | T. Kobayashi                                     |
| 21216             | 1994 UZ1     | 31 tháng 10 năm 1994 | Kushiro          | S. Ueda, H. Kaneda                               |
| 21217 -           | 1994 VM1     | 4 tháng 11 năm 1994  | Oizumi           | T. Kobayashi                                     |
| 21218             | 1994 VP7     | 7 tháng 11 năm 1994  | Kushiro          | S. Ueda, H. Kaneda                               |
| 21219 -           | 1994 WV1     | 28 tháng 11 năm 1994 | Colleverde       | V. S. Casulli                                    |
| 21220 -           | 1994 WE4     | 30 tháng 11 năm 1994 | Oizumi           | T. Kobayashi                                     |
| 21221 -           | 1994 YM1     | 31 tháng 12 năm 1994 | Oizumi           | T. Kobayashi                                     |
| 21222 -           | 1995 BT      | 23 tháng 1 năm 1995  | Oizumi           | T. Kobayashi                                     |
| 21223 -           | 1995 DL      | 21 tháng 2 năm 1995  | Oizumi           | T. Kobayashi                                     |
| 21224 -           | 1995 DM6     | 24 tháng 2 năm 1995  | Kitt Peak        | Spacewatch                                       |
| 21225 -           | 1995 GQ1     | 1 tháng 4 năm 1995   | Kitt Peak        | Spacewatch                                       |
| 21226 -           | 1995 ON6     | 24 tháng 7 năm 1995  | Kitt Peak        | Spacewatch                                       |
| 21227             | 1995 QS      | 16 tháng 8 năm 1995  | Nachi-Katsuura   | Y. Shimizu, T. Urata                             |
| 21228 -           | 1995 SC      | 20 tháng 9 năm 1995  | Trạm Catalina    | T. B. Spahr                                      |
| 21229 Sušil       | 1995 SM1     | 22 tháng 9 năm 1995  | Ondřejov         | L. Šarounová                                     |
| 21230 -           | 1995 SK3     | 23 tháng 9 năm 1995  | Loiano           | Loiano                                           |
| 21231 -           | 1995 SC17    | 18 tháng 9 năm 1995  | Kitt Peak        | Spacewatch                                       |
| 21232 -           | 1995 SH26    | 19 tháng 9 năm 1995  | Kitt Peak        | Spacewatch                                       |
| 21233 -           | 1995 UU3     | 20 tháng 10 năm 1995 | Oizumi           | T. Kobayashi                                     |
| 21234 Nakashima   | 1995 WG      | 16 tháng 11 năm 1995 | Oizumi           | T. Kobayashi                                     |
| 21235 -           | 1995 WG2     | 18 tháng 11 năm 1995 | Oizumi           | T. Kobayashi                                     |
| 21236 -           | 1995 WE3     | 20 tháng 11 năm 1995 | Farra d'Isonzo   | Farra d'Isonzo                                   |
| 21237 -           | 1995 WF5     | 18 tháng 11 năm 1995 | Kitami           | K. Endate, K. Watanabe                           |
| 21238 Panarea     | 1995 WV7     | 28 tháng 11 năm 1995 | Oizumi           | T. Kobayashi                                     |
| 21239 -           | 1995 WP17    | 17 tháng 11 năm 1995 | Kitt Peak        | Spacewatch                                       |
| 21240 -           | 1995 WP22    | 18 tháng 11 năm 1995 | Kitt Peak        | Spacewatch                                       |
| 21241 -           | 1995 WN33    | 20 tháng 11 năm 1995 | Kitt Peak        | Spacewatch                                       |
| 21242             | 1995 WZ41    | 25 tháng 11 năm 1995 | Kushiro          | S. Ueda, H. Kaneda                               |
| 21243 -           | 1995 XG1     | 15 tháng 12 năm 1995 | Oizumi           | T. Kobayashi                                     |
| 21244 -           | 1995 XU1     | 14 tháng 12 năm 1995 | Haleakala        | AMOS                                             |
| 21245 -           | 1995 XQ4     | 14 tháng 12 năm 1995 | Kitt Peak        | Spacewatch                                       |
| 21246 -           | 1995 YF1     | 21 tháng 12 năm 1995 | Oizumi           | T. Kobayashi                                     |
| 21247 -           | 1995 YJ1     | 21 tháng 12 năm 1995 | Oizumi           | T. Kobayashi                                     |
| 21248 -           | 1995 YP1     | 21 tháng 12 năm 1995 | Oizumi           | T. Kobayashi                                     |
| 21249 -           | 1995 YX1     | 21 tháng 12 năm 1995 | Oizumi           | T. Kobayashi                                     |
| 21250 Kamikouchi  | 1995 YQ2     | 17 tháng 12 năm 1995 | Chichibu         | N. Sato, T. Urata                                |
| 21251 -           | 1995 YX3     | 31 tháng 12 năm 1995 | Oohira           | T. Urata                                         |
| 21252 -           | 1995 YP8     | 18 tháng 12 năm 1995 | Kitt Peak        | Spacewatch                                       |
| 21253             | 1996 AX3     | 13 tháng 1 năm 1996  | Kushiro          | S. Ueda, H. Kaneda                               |
| 21254 Jonan       | 1996 BG2     | 24 tháng 1 năm 1996  | KCAO             | J. Kobayashi                                     |
| 21255 -           | 1996 CD2     | 15 tháng 2 năm 1996  | Haleakala        | NEAT                                             |
| 21256 -           | 1996 CK7     | 14 tháng 2 năm 1996  | Cima Ekar        | U. Munari, M. Tombelli                           |
| 21257 Jižní Čechy | 1996 DS2     | 26 tháng 2 năm 1996  | Kleť             | Kleť                                             |
| 21258 Huckins     | 1996 EH1     | 15 tháng 3 năm 1996  | Haleakala        | NEAT                                             |
| 21259 -           | 1996 ED4     | 11 tháng 3 năm 1996  | Kitt Peak        | Spacewatch                                       |
| 21260 -           | 1996 FE      | 16 tháng 3 năm 1996  | Haleakala        | NEAT                                             |
| 21261 -           | 1996 FF      | 16 tháng 3 năm 1996  | Haleakala        | NEAT                                             |
| 21262 Kanba       | 1996 HA2     | 24 tháng 4 năm 1996  | Yatsuka          | R. H. McNaught, H. Abe                           |
| 21263 -           | 1996 HJ11    | 17 tháng 4 năm 1996  | La Silla         | E. W. Elst                                       |
| 21264 -           | 1996 HT16    | 18 tháng 4 năm 1996  | La Silla         | E. W. Elst                                       |
| 21265 -           | 1996 HJ23    | 20 tháng 4 năm 1996  | La Silla         | E. W. Elst                                       |
| 21266 -           | 1996 HL25    | 20 tháng 4 năm 1996  | La Silla         | E. W. Elst                                       |
| 21267 -           | 1996 JU5     | 11 tháng 5 năm 1996  | Kitt Peak        | Spacewatch                                       |
| 21268 -           | 1996 KL1     | 22 tháng 5 năm 1996  | Trạm Catalina    | T. B. Spahr                                      |
| 21269 Bechini     | 1996 LG      | 6 tháng 6 năm 1996   | San Marcello     | L. Tesi, A. Boattini                             |
| 21270 Otokar      | 1996 OK      | 19 tháng 7 năm 1996  | Kleť             | J. Tichá, M. Tichý                               |
| 21271 -           | 1996 RF33    | 15 tháng 9 năm 1996  | La Silla         | Uppsala-DLR Trojan Survey                        |
| 21272             | 1996 SA1     | 18 tháng 9 năm 1996  | Xinglong         | Chương trình tiểu hành tinh Bắc Kinh Schmidt CCD |
| 21273 -           | 1996 SW2     | 19 tháng 9 năm 1996  | Kitt Peak        | Spacewatch                                       |
| 21274             | 1996 SG4     | 19 tháng 9 năm 1996  | Xinglong         | Chương trình tiểu hành tinh Bắc Kinh Schmidt CCD |
| 21275 Tosiyasu    | 1996 SJ7     | 23 tháng 9 năm 1996  | Nanyo            | T. Okuni                                         |
| 21276 Feller      | 1996 TF5     | 8 tháng 10 năm 1996  | Prescott         | P. G. Comba                                      |
| 21277 -           | 1996 TO5     | 9 tháng 10 năm 1996  | Haleakala        | NEAT                                             |
| 21278             | 1996 TG6     | 5 tháng 10 năm 1996  | Xinglong         | Chương trình tiểu hành tinh Bắc Kinh Schmidt CCD |
| 21279             | 1996 TS10    | 9 tháng 10 năm 1996  | Kushiro          | S. Ueda, H. Kaneda                               |
| 21280 -           | 1996 TL11    | 11 tháng 10 năm 1996 | Kitami           | K. Endate                                        |
| 21281 -           | 1996 TX14    | 13 tháng 10 năm 1996 | Church Stretton  | S. P. Laurie                                     |
| 21282 -           | 1996 TD15    | 14 tháng 10 năm 1996 | Geisei           | T. Seki                                          |
| 21283 -           | 1996 TY46    | 10 tháng 10 năm 1996 | Kitt Peak        | Spacewatch                                       |
| 21284 Pandion     | 1996 TC51    | 5 tháng 10 năm 1996  | La Silla         | E. W. Elst                                       |
| 21285 -           | 1996 UZ      | 20 tháng 10 năm 1996 | Oizumi           | T. Kobayashi                                     |
| 21286 -           | 1996 UB1     | 20 tháng 10 năm 1996 | Oizumi           | T. Kobayashi                                     |
| 21287 -           | 1996 UU3     | 31 tháng 10 năm 1996 | Stroncone        | A. Vagnozzi                                      |
| 21288 -           | 1996 VW      | 3 tháng 11 năm 1996  | Oohira           | T. Urata                                         |
| 21289 -           | 1996 VB1     | 3 tháng 11 năm 1996  | Sormano          | V. Giuliani, F. Manca                            |
| 21290 Vydra       | 1996 VR1     | 9 tháng 11 năm 1996  | Kleť             | M. Tichý, Z. Moravec                             |
| 21291 -           | 1996 VG6     | 12 tháng 11 năm 1996 | Campo Imperatore | A. Boattini, F. Pedichini                        |
| 21292 -           | 1996 VQ8     | 7 tháng 11 năm 1996  | Kitami           | K. Endate, K. Watanabe                           |
| 21293 -           | 1996 VS8     | 7 tháng 11 năm 1996  | Kitami           | K. Endate, K. Watanabe                           |
| 21294 -           | 1996 VZ8     | 7 tháng 11 năm 1996  | Kitami           | K. Endate, K. Watanabe                           |
| 21295 -           | 1996 VN14    | 5 tháng 11 năm 1996  | Kitt Peak        | Spacewatch                                       |
| 21296 -           | 1996 VV19    | 7 tháng 11 năm 1996  | Kitt Peak        | Spacewatch                                       |
| 21297             | 1996 VW29    | 7 tháng 11 năm 1996  | Kushiro          | S. Ueda, H. Kaneda                               |
| 21298             | 1996 VX29    | 7 tháng 11 năm 1996  | Kushiro          | S. Ueda, H. Kaneda                               |
| 21299 -           | 1996 WC      | 16 tháng 11 năm 1996 | Oizumi           | T. Kobayashi                                     |
| 21300 -           | 1996 WA1     | 19 tháng 11 năm 1996 | Oizumi           | T. Kobayashi                                     |